# Нижне-Устрицкий район
Нижне-Устрицкий район — административная единица на территории Дрогобычской области, образованная в 1940 и прекратившая своё существование в 1951 году. Центром района являлся город Нижние Устрики (Устшики-Дольне, пол. Ustrzyki-Dolne).
Территория будущего района (в границах Лисковского уезда) вошла в состав УССР в 1939 году, после польского похода РККА. 15 августа 1944 года Устрико-Дольневский район был переименован в Нижне-Устрицкий район.
По окончании Второй мировой войны территория была закреплена за СССР.
В 1951 году в соответствии с межправительственным соглашением об обмене участками государственных территорий Нижне-Устрицкий район был передан Советским Союзом Польше в обмен на равнозначный по площади участок Люблинского воеводства.

## Персоналии
- Пизнак, Фёдор Иванович (1913—1972) — советский государственный и партийный деятель.